# كتابا موسى السادس والسابع

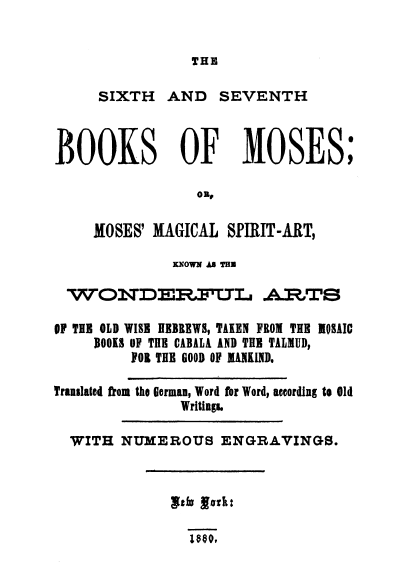

كتابا موسى السادس والسابع هما كتابا سحر ادُعي نسبتهما إلى موسى مع الكتب الخمسة الأولى للكتاب العبري.
طبع الكتابان لأول مرة في شتوتغارت سنة 1849. يحوي الكتابان وصفات سحرية لاستدعاء الأرواح، وبالرغم من الطبيعة القبلاية لهما فلا يبدو تأثير القبالة بوضوح. أدعي أن النصوص مترجمة من لغة سمارية قوثية تعتبر منقرضة منذ القرن الثاني عشر. لا توجد أي مخطوطة أقدم من 1849 للكتابين ولذا يعتبران كاذبين مزورين.
يحوي ختم الكتابين على عدة رموز وعبارات عبرية ولاتينية، لكن لم تكن اللاتينية مستعملة زمان حياة موسى ومكانه. لذا فصور الختم مزورة.

## محتوى
يشمل الكتاب السادس مقدمة وسبعة مقاطع تسمى سر الختم الأول إلى سر الختم السابع. هناك 12 قائمة في الكتاب السابع:
1. قائمة أرواح الهواء
2. قائمة أرواح النار
3. قائمة ارواح الماء
4. قائمة أرواح الأرض
5. قائمة ساترن
6. قائمة جوبيتر
7. قائمة مارس
8. قائمة الشمس
9. قائمة فينوس
10. قائمة مركري
11. قائمة الأرواح
12. قائمة شمهامفوراش

## مواقع خارجية
- Sixth and Seventh Books of Moses
- Sixth book of Moses at STA
- Seventh book of Moses at STA
- Text of the 6th book of Moses
- Esoteric exposé regarding the text